# Ferula pseudalliacea
Ferula pseudalliacea är en flockblommig växtart som beskrevs av Karl Heinz Rechinger. Ferula pseudalliacea ingår i släktet stinkflokesläktet, och familjen flockblommiga växter. Inga underarter finns listade i Catalogue of Life.